# Cátedra real de Botánica de la Universidad de Glasgow
La cátedra real de Botánica fue fundada en 1818 por el rey Jorge III del Reino Unido (1738-1820). Fue el resultado de la transformación de una cátedra datante de 1704 ; de 1718 a 1818, donde se enseñaba también Anatomía.

## Detentores de la cátedra regia de Botánica de Glasgow
- Para el periodo 1718-1818, ver la cátedra real de Anatomía de Glasgow
- 1818 : Robert Graham (1786-1845)
- 1820 : Sir William Jackson Hooker (1785-1865)
- 1841 : John Hutton Balfour (1808-1884)
- 1845 : George A. Walker Arnott (1799-1868)
- 1868 : Alexander Dickson (1836-1877)
- 1879 : Sir Isaac Bayley Balfour (1853-1922)
- 1885 : Frederick Orpen Bower (1855-1948)
- 1925 : James Montague Frank Drummond
- 1930 : John Walton (1895-1971)
- 1963 : Percy Wragg Brian (1910-1979)
- 1968 : John Harrison Burnett (1922-)
- 1970 : Malcolm Barrett Wilkins
- 2001 : Michael Robert Blatt

## Traducciones
Parcialmente traducido de los Arts. en lengua inglesa y francesa de Wikipedia.
- Datos: Q2947687